# Tomáš Eichler
Tomáš Eichler (15. prosince 1800 Dřevohostice – 8. března 1864 Kyjov) byl moravský kněz a teolog, religionista a pedagog, rektor Františkovy univerzity v Olomouci (v roce 1843), farář a děkan v Kyjově (1843–1864) a školní okresní inspektor (dozorce) kyjovského okresu.

## Život
Tomáš Eichler se narodil 15. prosince roku 1800 v Dřevohosticích. Vstoupil do kněžského semináře a v roce 1825 byl vysvěcen na kněze. Během svých studií dosáhl titulu doktor teologie a profesor religionistiky a pedagogiky. Působil na olomoucké teologické fakultě a vyučoval pedagogiku. V roce 1843 byl ustanoven farářem v Kyjově. V témže roce zastával také funkci rektora Františkovy univerzity v Olomouci. Od 1. srpna 1843 byl jmenován školním okresním inspektorem kyjovského okresu. Roku 1858 byl konzistorním radou.
Byl profesorem Františka Saleského Bauera, pozdějšího olomouckého arcibiskupa a kardinála. V době, kdy zastával post rektora univerzity, končil svá olomoucká studia zakladatel genetiky Gregor Mendel a přednášel zde o mykologii profesor zvěrolékařství Friedrich Marquart.
Zemřel dne 8. března roku 1864 v Kyjově. Pohřebním obřadům, konaným 11. března téhož roku, předsedal Tomáš Groeger, kroměřížský kanovník.